# Сулкийоки
Сулкийоки (устар. Сулки-йоки) — река в России, протекает по территории Лоухского района Карелии. Длина реки — 15 км. Берёт своё начало к северо-западу от озера Пиени-Сулка. Общее направление течение с севера на юг, протекает через озёра Сулкаярви, Юлинен-Пядюсъярви и Алинен-Пядюсъярви. Впадает в озеро Соваярви на высоте 225,2 м над уровнем моря.
В озеро Юлинен-Пядюсъярви впадает безымянный водоток, несущий воды озёр Исо-Сиеппиярви и Пиени-Сиеппиярви.

## Данные водного реестра
По данным государственного водного реестра России, относится к Баренцево-Беломорскому бассейновому округу, водохозяйственный участок реки — Ковда от истока до Кумского гидроузла, включая озёра Пяозеро, Топозеро, речной подбассейн отсутствует. Речной бассейн реки — бассейны рек Кольского полуострова и Карелии, впадает в Белое море.